# Eritreas historia
Eritreas historia är omdebatterad när det gäller dess äldre historia som är en viktig nationalistisk stridsfråga. Etiopiska historiker hävdade att Eritrea varit en del av Etiopien i 2000 år, en syn som inte delades av självständighetsrörelsen i Eritrea.

## Tidig historia
Området som Eritrea ligger i har en rik och lång historia. De äldsta fynden är daterade till för över 27 miljoner år sedan och består av fossil från djur som tros vara elefanternas tidigaste förfäder. Dessa fossil upptäcktes av paleontologen William Sanders från University of Michigan. De äldsta människofynden är över 1 miljon år gamla. 1998 hittades ett kranium i Eritrea, som utgör en länk mellan den äldre människoapan Homo erectus och en av de äldre varianterna av den moderna människan, Homo sapiens.
Vid Röda havets kust runt Zulabukten har det hittats redskap tillverkade av den vulkaniska stenen obsidian som legat begravda i torrlagda koraller på fastlandet i cirka 125 000 år. I Rora Habab i nordvästra Eritrea samt i Himbirti i centrala Eritrea, har det även hittats grottmålningar gjorda av olika jägar- och samlarfolk som där avbildat den jakt och boskapsskötsel de bedrev under mesolitikum. Arkeologiska fynd i västra Eritrea vid floden Gash visar på ett av de tidigaste jordbrukarsamhällena i Afrika och världen, cirka 8000 f.Kr., vilket hade nära förbindelser med civilisationerna i Nildalen. Områdets invånare bestod av de två nilotiska folken kunama och nara. Flera av de idag erkända folkgrupperna i Eritrea var de första att bo i området. Ruiner utanför Asmara och på andra delar av höglandsplatån, härrör från stenbyggnader och städer i Eritrea som tros ha tillhört ett kungadöme vid namn D'mt (inte att förväxlas med det medeltida riket Damot), som hade sin huvudstad i vad som nu är norra Etiopien. Omkring 300 f.Kr. omdirigerades handelsvägar österut för lättare tillgång till hamnar längs kusten, och Dʾmt ersattes efter detta av ett antal mindre stadsstater.

## Kungariket Aksum
D'mt blev så småningom överskuggat av ett annat rike vid namn Aksum (alternativ stavning Axum) som uppstod cirka 300 f.Kr.

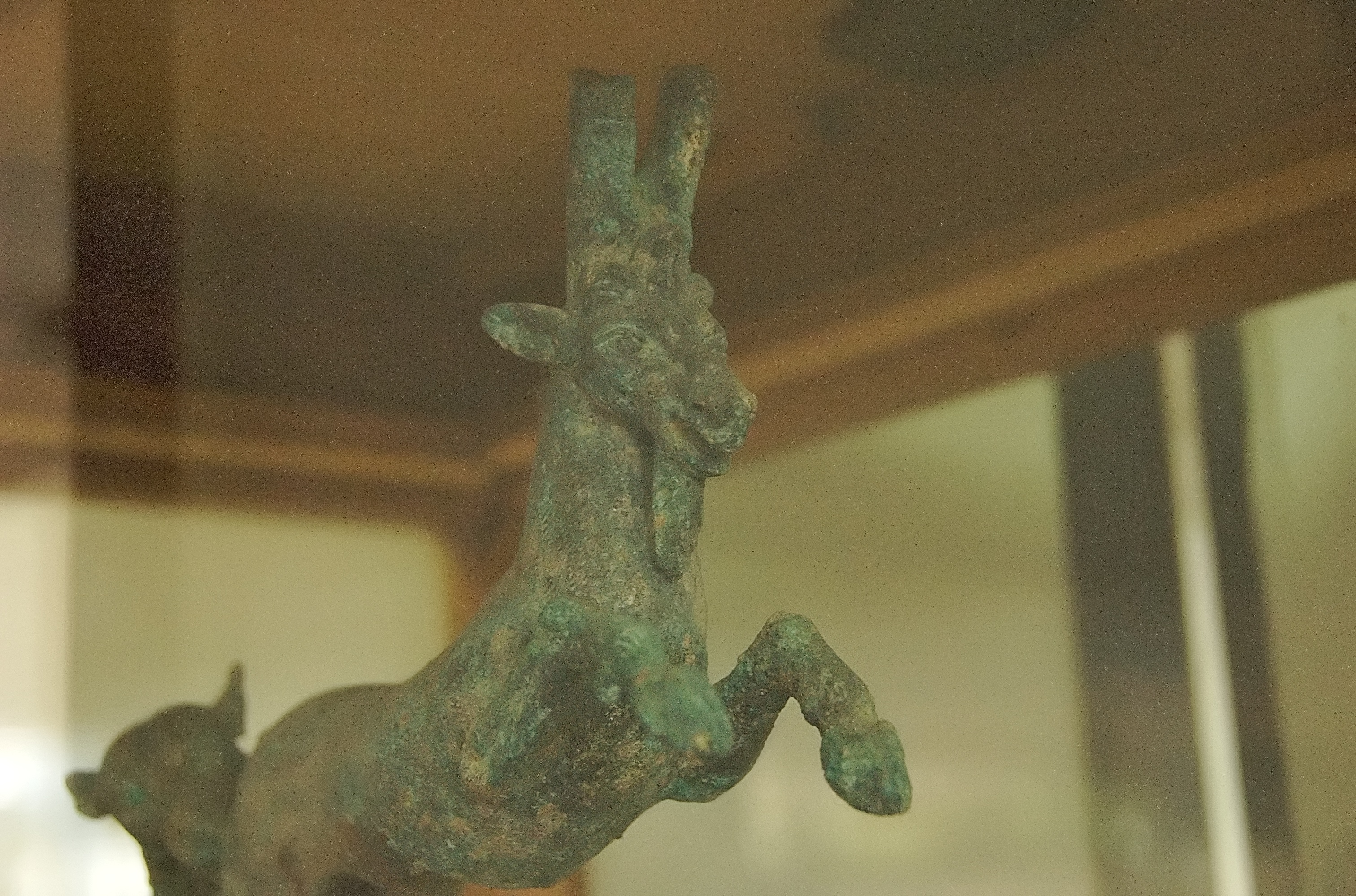
Ett flera tusen år gammalt fynd från Matara i Eritrea som avbildar en Capra Ibex, från kungariket D'mt

Detta rike omfattade nuvarande Eritrea och delar av norra Etiopien. Kungahuset härstammade från kejsar Ménélik I, son till kung Salomo av Israel och drottning Makeda av Saba.
Aksum var huvudsakligen ett judiskt kungarike tills landet blev det första att anamma den då nya semitiska religionen - kristendomen. Religionen kom till Aksum redan under 300-talet.
Det första klostret i Debre Sina byggdes under 400-talet och är ett av de första kristna klostren i Afrika och världen.

## Medri Bahri
1137 till 1879 e.Kr. styrdes mycket av de centrala delarna av det nuvarande eritreanska höglandet av det kristna kungariket Medri Bahri (havets land). Riket styrdes av en Bahri Negus eller Bahri Negash (havets kung) som ofta växlade sina allianser mellan de andra kristna abessinska rikena och deras kringliggande muslimska rivaler. Låg- och höglandsbefolkningen låg ofta i fejd med varandra om makt och inflytande, där olika riken eller dynastier löpande försökte inta och ena hela regionen.
År 1577 tog det turkiska Osmanska riket kontrollen över hamnstaden Massawa och en del av kusten. De försökte upprepade gånger nå det kristna höglandet och överta Medri Bahris dåvarande huvudstad Debarwa, dock utan framgång. Dock blev hamnstaden en besittning som de hade handelsförbindelser med fram till och med 1800-talet.

## Kolonialtiden
Under slutet på 1800-talet började de europeiska makterna dela upp Afrika mellan sig. Efter Suezkanalens öppnande kom det italienska rederibolaget Rubattino till södra Eritrea och köpte en bit land runt byn Assab.  De ville bygga en hamn längs vad som skulle bli en av världens viktigaste sjöfartsleder, till gagn for hela världens (men främst Italiens) handelsflottor. Italien köpte bolaget Rubattinos besittningar i området. Därefter expanderade de sina besittningar längs hela Eritreas kust. År 1885 hissades den italienska flaggan i staden Massawa, en åtgärd som stöddes av britterna. Detta var det första steget i ett försök av Storbritannien att kontrollera Frankrikes ambitioner vid Röda havet. Året innan räddade den Abessinska armén den egyptiska armén från förintelse i Sudan. Britterna bad kejsaren rädda deras egyptiska undersåtar och gick med på att lämna över staden Massawa till Abessinien, ett avtal britterna sedan svek. Åren 1887–1889 stod flera mindre slag mellan italienarna och Abessinierna.
Precis när kejsaren var beredd att anfalla italienarna, kom nyheter om en sudanesisk attack längre söderut. Kejsaren beordrade en av arméerna att möta fienderna vilket slutade i ett nederlag. I all hast begav sig Yohannes IV söderut med planer att ta hand om italienarna vid ett senare tillfälle, men kejsaren dog under striderna med sudaneserna. Den nya kejsaren Menelik II, en rival till Yohannes IV, tillät 1889 italienarna att kontrollera de områden i norra Etiopien som motsvarar dagens Eritrea.
Eritrea skapades som en italiensk koloni, Italienska Eritrea, den 1 januari 1890. Italien drev från 1890 en aggressiv expansionspolitik i Eritrea. Italien uppmuntrade italienska kolonister att bosätta sig i landet med syftet att skapa ett italienskt imperium med Asmara som huvudstad. Italienska blev officiellt språk. År 1941 hade Eritrea omkring 760 000 invånare varav 70 000 italienska kolonister.
Under andra världskriget besattes kolonin 1941 av brittiska styrkor och hamnade under brittisk administration. År 1952 ingick Eritrea i en federation med Etiopien.

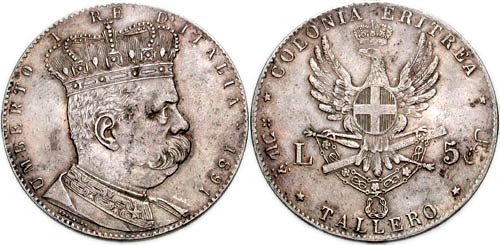
Eritreanskt mynt från den Italienska kolonialperioden

## Etiopiskt styre
USA hade år 1950 pressat fram ett avslutande av kolonistyret av Eritrea inom två år. Federationsförslaget var omtyckt av det i huvudsak kristna tigrinjafolket men möttes av motstånd från många av landets muslimer. 
Under federationen påbörjades en undertryckning av den eritreanska kulturen. 1961 utbröt väpnat motstånd mot den etiopiska närvaron som kom att leda till ett 30-år långt krig. 1962 upplöstes federationen och Eritrea blev Etiopiens fjortonde provins. Protestantiska (och icke-kristna samfund som Bahá'í) etablerades i landet under 1960-talet, bland annat av amerikanska missionärer. Exempel är Faith Mission, sjundedagsadventister, Jehovas vittnen.
Självständighetskriget fortsatte även efter störtandet av den etiopiska monarkin år 1974. 
Mot slutet av det kalla kriget avslutade Sovjetunionen sin uppbackning av den kommunistiska regeringen i Addis Abeba som både mötte motstånd i Eritrea och det etiopiska inbördeskriget. President Mengistu Haile Mariam störtades i maj 1991 och det eritreanska självständighetskriget avslutades.
1993 hölls en folkomröstning i Eritrea angående landets självständighet och segern för ja-sidan var överväldigande.

## Självständighet

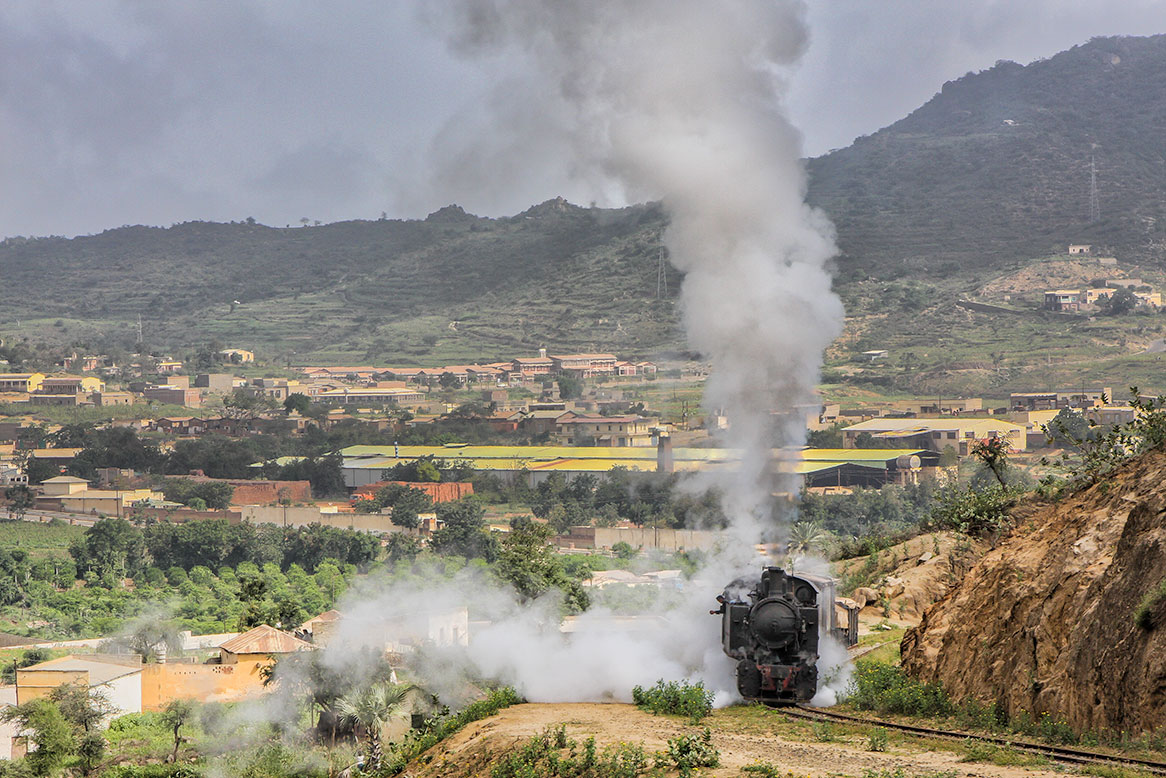
Tåg som körs på den eritreanska järnvägen på landsbygden utanför Asmara.

Självständighetstiden har kommit att präglas av krig, diktatur och fattigdom.
I samband med självständigheten gick landet åt ett demokratiskt håll. Fri press tilläts och ett parlament med delvis folkvalda ledamöter introducerades. En konstitution antogs. Men under kriget med Etiopien 1998–2000 ändrades allt och reformerna drogs tillbaka.
Det enda allmänna val som hållits till parlamentet hölls den 8 juni 1993, strax efter självständigheten. Parlamentet valde därefter presidenten.
Val till Eritreas nationalförsamling skulle hållas 1997 men sköts på grund av kriget med Etiopien upp till år 2001. 2001 sköts det upp igen och hittills har aldrig något parlamentsval hållits i landet sedan självständigheten. Den sittande presidenten har uttryckt sitt missnöje med den västinfluerade demokratin och meddelade 2008 att han inte planerade att hålla val de kommande 30–40 åren. Lokala val har däremot hållits, senast 2003, som FN rapporterat i en rapport 2016. En vallag finns sedan år 2002.
Mellan 1998 och 2000 låg Eritrea i krig med Etiopien. År 2000 avslutades kriget . 2007 var de nya gränsdragningarna klara. Ett kallt krig mellan länderna följde dock fram till 2018, när en ny Etiopisk premiärminister tillträdde, som accepterade 2007 års gränser. Fredsavtal skrevs då mellan länderna och samma år lyftes FN:s nio år långa vapenembargo mot Eritrea. Därefter har relationerna mellan Eritrea och de närliggande staterna i regionen förbättrats. Bland annat har transport och handel ökat.
Ekonomin i Eritrea hade en betydande tillväxt runt 2010, vilket resulterade i en ökning av bruttonationalprodukten (BNP) i oktober 2012 på 7,5 procent.
I slutet av 2015 införde Eritreas regering en ny valuta, nakfa, och begränsade mängden kontanter personer kan ta ut från banker per månad. Övergången resulterade i valutafluktuationer.